# Gliese 876 d
Gliese 876 d je exoplaneta obíhající kolem červeného trpaslíka Gliese 876 v souhvězdí Vodnáře. Od Země je vzdálena asi 15 světelných let a patří mezi nejbližší známé exoplanety. Její objev byl oznámen 13. června 2005.  
Planeta je klasifikována jako superzemě, protože její hmotnost nepřesahuje desetinásobek hmotnosti Země. Podle odhadů má hmotnost přibližně 6,83 hmotnosti Země a její poloměr je přibližně 1,6krát větší než poloměr Země. Obíhá velmi blízko své mateřské hvězdy, s velkou poloosou přibližně 0,0208 AU, což odpovídá zhruba 3,1 milionům kilometrů. Jeden oběh kolem hvězdy trvá jen 1,937 pozemského dne.  
Díky své blízkosti ke hvězdě má planeta vysokou odhadovanou průměrnou povrchovou teplotu kolem 614 K (asi 341 °C). Tyto podmínky činí Gliese 876 d neobyvatelnou, přesto její objev přinesl cenné informace o formování a vývoji planet v systémech červených trpaslíků.

## Mateřská hvězda
Mateřskou hvězdou Gliese 876 d je červený trpaslík Gliese 876, který je významný především svou blízkostí k Zemi a komplexním planetárním systémem. Hvězda má hmotnost přibližně 0,37 hmotnosti Slunce a je stará přibližně 6,5 miliardy let. Díky své nízké svítivosti je viditelná pouze pomocí dalekohledu, přesto je častým cílem výzkumu v oblasti exoplanet.

## Význam objevu
Objev Gliese 876 d byl významným milníkem v pátrání po planetách typu superzemě u červených trpaslíků. Systém Gliese 876 se stal prvním, kde bylo potvrzeno více planet různých typů (plynné obry i terestrické planety). Gliese 876 d pomohla vědcům pochopit, že červené trpaslíky mohou hostit nejen obří planety, ale také kamenné světy blíže podobné Zemi, i když s extrémními podmínkami.